# Lori och George Schappell
Lori och George (ursprungligen Dori, även Reba) Schappell, födda 18 september 1961 i Reading, Pennsylvania, döda 7 april 2024 i Philadelphia, var ett par siamesiska tvillingar från USA. De satt ihop i sina huvuden. Lori kunde gå men George var funktionshindrad och betydligt kortare och satt i en pall på hjul.
När tvillingarna föddes placerades de i en institution för personer med mentala funktionshinder, trots att de är normalbegåvade. Efter en juridisk process fick de bevisat att de kunde ta hand om sig själva och Lori kunde börja på college. Tvillingarna ogillade sina rimmande namn och Dori bytte därför namn till Reba efter sin idol Reba McEntire. Han har sedan kommit att identifiera sig som man och kallade sig sedan 2007 för George. Det gjorde att de, enligt Guinness rekordbok, var de första siamesiska tvillingparet med olika könsidentitet.
Tvillingarna var mycket olika. Lori har arbetat i ett tvätteri på ett sjukhus och George/Reba har turnerat som countryartist. Lori har haft flera pojkvänner och var förlovad, men hennes fästman dog i en trafikolycka.
Tvillingarna var från april 2022 fram till sin död de äldsta levande siamesiska tvillingarna i världen. De har synts i flera TV-dokumentärer och i TV-program som The Jerry Springer Show och Ripley's Believe It or Not.